# Planetarium (film)
Planetarium - film franco-belgian din 2016. Este regizat de Rebecca Zlotowski după un scenariu propriu în colaborare cu Robin Campillo. Protagoniștii sunt actorii Natalie Portman și  Lily-Rose Depp. 

## Distribuție
- Natalie Portman – Laura Barlow
- Lily-Rose Depp – Kate Barlow
- Emmanuel Salinger – André Korben
- Pereira Stephane – spectre du mariage
- Pierre Salvadori – André Servier
- Louis Garrel – Fernand Prouvé
- Amira Casar – Eva Said
- Damien Chapelle – Louis